# Amnesia: The Bunker
Pour les articles homonymes, voir Amnesia.
Amnesia: The Bunker est un jeu vidéo d'horreur développé et édité par Frictional Games, sorti le 6 juin 2023 sur Microsoft Windows, PlayStation 4, Xbox One et Xbox Series. Il s'agit du quatrième épisode de la série Amnesia, succédant à Amnesia: Rebirth sorti en 2020.

## Synopsis
Amnesia: The Bunker se déroule en 1916, en pleine Première Guerre mondiale. Le joueur incarne Henri Clément, un soldat français qui se retrouve coincé dans un bunker souterrain.

## Développement
Amnesia: The Bunker est annoncé en décembre 2022. Prévu au départ pour mars 2023, il est repoussé une première fois à mai 2023, puis une seconde fois au 6 juin 2023 du fait de problèmes de certification.

## Accueil
Amnesia: The Bunker reçoit un accueil positif de la critique spécialisée. La version PC du jeu obtient un score de 77 % sur la base de 46 critiques sur Metacritic tandis que la version PlayStation 4 obtient un score de 74 % sur la base de sept critiques,.